# 混流生産
混流生産（こんりゅうせいさん）とは、工場の生産ラインにおける生産形態の1つである。

## 概要
一般的な工業製品の生産ラインは、専用ラインにおいて大量生産を行う。これにより、商品一つ辺りの生産にかかるコストを下げることを実現しているが、しかしながら、大量生産の効果を出す為には一定の生産量以上を確保しなければならないという問題点もある。
これに対して、少量生産システムでは生産設備の投資規模は低いため固定費は少なくて済むが、1つの商品を作るのに多くの作業工数を必要とするため、商品1つあたりの人件費が高くなり、結果商品単価が高くなる。
混流生産では、この少量生産に大量生産のコストダウン効果を織り込むことを狙う。生産量が少なく、似たような作り方をする製品を集め、大量生産の効果が得られる生産量を確保する。この事を、多品種少量生産と表現される。
多品種少量生産を実現するためには、標準的な生産ラインの形態を構築し、各商品に対応した生産工程を差分的に組み込んでいく。差分工程の作業工数が標準工程の作業工数と比較して極端に長くなったり短くなったりすることがないようにする必要がある。ただし、ある程度の差が発生するのは仕方のないことなので、柔軟性の高い生産ラインを構築して工数差の吸収力を高めたり、専用サブラインを作って対応する。また、製品間の製造方法の違いを全て生産ライン側で対応するのは不可能であることから、製品設計の段階から標準生産ラインでの製造を強く意識した設計を行う必要がある。

## トヨタ自動車にみる混流生産
トヨタ自動車における生産システムを発端として、他業種にも展開されている。特に、自動車業界ではプラットフォームを基準に標準ラインを構築しやすいことから、混流生産がもっとも進んだ業界である。
トヨタ生産方式の理念として「要るものを、要るだけ、要る時に」生産するためには、需要に応じて生産ラインを変更するのでは対応できないため、始めから一つの生産ラインに、多品種を混在して作り分けることが出来るように、手順や段取りを考えたものである。
これは改善の手法の一端として、トヨタ系の製造技術コンサルタント会社によるコンサルティングによって、多くの生産現場への指導が行われている。

## アメリカ自動車産業にみる混流生産の否定
2018年、フォード自動車は、セダンなど普通乗用車のモデル数を極端に削減することを発表した。これはフォードが自動車生産を混流ラインではなくを車種別専用ラインで生産するため、年間販売台数が5万台を下回るモデルは採算が厳しく現状を踏まえたものでもある。自動車生産をアメリカ国内の売れ筋モデルであるSUVやトラックに絞り、販売台数が少量にとどまるモデルは他国のフォード工場から輸入調達してラインナップを維持する、混流生産を否定する戦略といえる。ただし、こうした戦略は販売計画が順調に推移した際にのみ有効なものである。GMのシボレー・クルーズの例では、専用ラインで大量生産を計画していたものの極端な販売不振に陥り、工場の稼働率が低下してしまい企業業績にまで影響を与えたことがある。